# Seznam osebnosti iz Občine Gorišnica
Seznam osebnosti iz občine Gorišnica vsebuje osebnosti, ki so se tu rodile, umrle ali delovale
Občina Gorišnica ima 11 naselij: Cunkovci, Formin, Gajevci, Gorišnica, Mala vas, Moškanjci, Muretinci, Placerovci, Tibolci, Zagojiči in Zamušani.

## Politika
- Ivan Vesenjak, politik in pedagoški delavec (1880, Moškanjci – 1938, Maribor)
- Vekoslav Fric, učitelj in župan (1946, Gorišnica – 2006, Podlehnik) (OSP)
- Slavko Vesenjak, agronom in župan (1994–1998 in 1998–2002). (1957, Ptuj)
- Franc Kekec, župan občine Markovci, kmetijski svetovalec (1940, Bukovci)
- Franc Belšak, aktivist, družbenopolitični delavec, kmet, aktivist Osvobodilne fronte (OF) v Halozah in na ptujskem območju (1899, Muretinci – 1984, Muretinci)

## Religija
- Ivan Kolarič, pesnik in duhovnik (1869, Gorišnica – 1894, Dramlje)
- Vid Rižner, nabožni pesnik in duhovnik (1793, Gorišnica – 1861, Gradec, Avstrija)
- Clement Welzer von Eberstein, pobudnik protestantskega gibanja v Mariboru in oskrbnik (upravitelj) današnjega območja Gorišnice (okoli 1525, Maribor – 1598, Maribor) (SB)
- Franc Serafin Šegula, nabožni pisec, časnikar in duhovnik (1860, Moškanjci – 1938, Maribor) (SB)
- Korbinijan Lajh, duhovnik, redovnik, benediktinec, prevajalec (1840, Moškanjci – 1889, Jurski Vrh) (SB)
- Janez Janžekovič, teolog in filozof (1901, Zagojiči – 1988, Ljubljana)
- Stanislav (Stanko) Ojnik, univerzitetni profesor, pravnik, teolog, duhovnik (1932, Moškanjci – 2012, Maribor) (OSP)

## Šolstvo
- Venceslav Winkler, mladinski pisatelj in šolnik, leta 1927 učiteljeval v Gorišnici (1907, Lokve – 1975, Ljubljana)
- Beno Arnejčič, psiholog, učitelj (v Gorišnici je preživel otroška in dijaška leta) (1965, Ptuj) (OSP)
- Slavica Cvitanič, glasbena pedagoginja, zborovodkinja (1957, Gajevci) (OSP)
- Rajko Šugman, športni pedagog, športni delavec (1935, Gorišnica)
- Boštjan Rihtar, učitelj likovne vzgoje in računalništva na OŠ Gorišnica, vodil tudi revitalizacijo Dominkove domačije med 1996 in 2001 (1957, Gorišnica)
- Franc Munda, mecen slovenskih študentov (1831, Gorišnica – 1914, Gorišnica) (SB)

## Znanost
- Valter Schmid, arheolog, etnograf, čebelar, duhovnik, redovnik, benediktinec (izkopavanja v Forminu) (1875, Kranj –1951, Gradec, Avstrija) (SB)
- Peter Belšak, otorinolaringolog, zdravnik (sin Franca Belšaka (1933, Muretinci) (OSP)
- Miroslava Geč Korošec, pravnica, univerzitetna profesorica, sodnica (1939, Maribor – 2002, Piran)
- Martin Horvat, zdravnik (1910, Muretinci – 1972, Ljubljana) (OSP)
- Tilka Obran Kren, psihologinja in doktorica znanosti (1936, Muretinci)
- Vera Preac Muršič, mikrobiologinja (1932, Muretinci)
- Marija Skalar Mlinarič, psihologinja in pedagoginja (1934, Muretinci)

## Kultura
- Alfonz Pirec, pripovednik (in tudi prevajalec) (1800, Moškanjci – 1909, Kranj) (SB)
- Danijel Šugman, amaterski igralec (1905, Gorišnica – 1964, Maribor) (SB)
- Zlatko Šugman, gledališki in filmski igralec (Uveljavil se je v filmih Tistega lepega dne in Ne joči, Peter; dobil je tudi prvomajsko nagrado) (1932, Gorišnica – 2008, Ljubljana)
- Alojz Matjašič, igralec in režiser (1928, Maribor – 2017, Gorišnica) (OSP)
- Boštjan Polajžer, elektrotehnik, raziskovalec, univerzitetni profesor, glasbenik, radioamater (1972, Ptuj) (OSP)
- Miro Mulej, organist/orglavec (napisal tudi številne lastne skladbe za bogoslužje) (1936, Gorišnica – 2003, Gorišnica)
- Jože Mulej, zborovodja in organist (1905, Babno pri Celju – 1990, Gorišnica)
- Konrad Kostanjevec, sodelavec »ljubiteljske kulture« in predsednik Kulturnega društva Mala vas (1943, Gorišnica –)
- Alenka Šalamon, zborovodkinja Ženskega pevskega zbora GZ Gorišnica (1965, Moškanjci –)
- Ernest Kokot, profesor glasbene pedagogike, organist, zborovodja, Gorišnica –)
- Leticia Calderón igralka (leta 1998 jo je na letališču v Moškanjcih pričakalo 500 ljudi, župan Slavko Visenjak ji je podaril haloški klopotec) (1986, Ciudad de México)

## Umetnost
- Franc Tobias, kipar in pesnik (1937, Muretinci) (OSP)
- Maria Majczen, igralka (* 1937, Zamušani; † 1974 Veszprém)
- Janez Ožinger, samostojni ljudski pesnik (? – ?, Gorišnica)
- Frančka Šegula, pesnica (? – ?, Gorišnica)
- Branko Zupanič, slikar in kipar (tudi član Likovne sekcije na Ptuju, živi in dela v Gorišnici) (1957, Gorišnica –)

## Društva
- Ivan Roškar, železniški delavec iz Moškanjcev in prvi predsednik Društva upokojencev Gorišnica (?, Moškanjci – 1971, Gorišnica)
- Katarina Nemec, zadnja prebivalka Dominkove domačije (? – 1990, Gorišnica)
- Darinka Žnidarič, zaslužna vodja folklornih skupin, prejemnica zlatega Gallusovega priznanja (1958, Moškanjci –)

## Vojska
- Ruda Sever, partizan (po njem poimenovano prosvetno društvo) (1920, Moškanjci – 1945, Gorišnica)
- Mimica Legvart - Nataša, padla partizanska kurirka (v Gorišnici tudi njej posvečena spominska plošča) (?, Gorišnica – 1945, ?)
- Anton Ferlež-Jelen, partizan (1925, Gorišnica – 1945, ?)
- Padli borci iz naselja Gajevci so Jože Jamnik, Franc Kolenko, Franc Rižnat in Anton Pukšič.
- Padli borci iz naselja Gorišnica so Stanko  Klančnik, Oto Lipa in Alojz Muhič.
- Padli borec iz naselja Formin je Martin Trunk.
- Padli borci iz naselja Muretinci so Ivan Ambrož, Vincent Ambrož, Franc Belšak in Janez Prelog.
- Padli borci iz naselja Zagajiči so Franc Pivko, Janez Plohl in Franc Vojsk.
- Padli borci iz naselja Zamušani so Ciril Krajnčič, Venček Šprajc in Boži Žnidarić.
- Padla borca iz naselja Mala vas sta Franc Murkovič in Stanko Murkovič.